# Trachypithecus obscurus
Trachypithecus obscurus är en däggdjursart som först beskrevs av Reid 1837.  Trachypithecus obscurus ingår i släktet Trachypithecus och familjen markattartade apor. IUCN kategoriserar arten globalt som nära hotad. Det svenska trivialnamnet rökgrå bladapa förekommer för arten.
Inga underarter finns listade i Catalogue of Life. Wilson & Reeder (2005) samt IUCN skiljer mellan sju underarter.

## Utseende
Individerna når en kroppslängd (huvud och bål) av 42 till 68 cm och en svanslängd av 57 till 86 cm. Vikten är 4,2 till 10,9 kg. Pälsen har på ryggen vanligen en mörkgrå till svartbrun färg. Buken, bakbenen och svansen är oftast ljusare. Ibland förekommer gula eller blek orange skuggor. Kring ögonen finns vita ringar (se bild).

## Utbredning
Denna primat förekommer huvudsakligen på Malackahalvön men utbredningsområdet sträcker sig lite längre norrut. Arten vistas i olika slags skogar och den uppsöker även trädgårdar och stadsparker.

## Ekologi
Trachypithecus obscurus klättrar vanligen i växtligheten och är aktiv på dagen. Den äter främst blad som kompletteras med frukter, blommor och andra växtdelar. Bakterier i djurets magsäck hjälper vid ämnesomsättningen av blad och omogna frukter.